# Lunac, Aveyron

Lunac este o comună în departamentul Aveyron din sudul Franței. În 1 ianuarie 2022 avea o populație de 435 de locuitori.

## Toponimie
Lunac vine de la numele omului galician Lunus, cu sufixul -acum: vila lui Lunus.

## Istoric
Menționată în 1070 "Lunasco", în 1381 "Lunac". Lunac era o priorie dependentă de mănăstirea La Chaise-Dieu. În secolul al XIV-lea, orașul este fortificat pentru a proteja drumul. Seignioria a aparținut succesiv familiilor familiei Faramond, Familiei din Valletta, apoi familiei numelor Chazelles-Lunac.
Satul a fost odată un important centru de târguri, meserii și comerț.